# Moneda de un ban rumano
La moneda de un ban de Rumanía es la denominación rumana de menor valor actualmente, emitida tras la revaloración de 2005. Aparte de ser emitida en Rumanía, la moneda también ha sido fabricada en el Reino Unido (1867), Alemania (1900) y Rusia (1952).

## Diseño actual
El 1 de julio de 2005, el leu fue revalorizado y entonces 10.000 lei antiguos se convirtieron en 1 leu.
Así, la nueva moneda de un ban es el equivalente a la moneda antigua de 100 lei, una denominación que fue retirada de la circulación en 1996. La moneda de un ban fueron vendidas a las grandes tiendas en rollos de cincuenta.
Existen dos versiones de la moneda de 1 ban, la primera siendo 0.05mm más ancha en diámetro. Las primeras emisiones de todas las monedas rumanas fueron de un diámetro diferente a las de la actualidad, pero ninguna por más de 0.15mm.
..